# Сборная Боснии и Герцеговины по шахматам
Сборная Боснии и Герцеговины по шахматам представляет Боснию и Герцеговину на международных шахматных турнирах. Контроль и организацию осуществляет шахматная федерация Боснии и Герцеговины. Наивысший рейтинг сборной — 2599 (1992).

## Международные турниры
| Шахматная олимпиада | Шахматная олимпиада | Шахматная олимпиада |
| Год                 | Город               | Место               |
| ------------------- | ------------------- | ------------------- |
| 1992                | Манила              | 12                  |
| 1994                | Москва              | Серебро             |
| 1996                | Ереван              | 7                   |
| 1998                | Элиста              | 30                  |
| 2000                | Стамбул             | 18                  |
| 2002                | Блед                | 15                  |
| 2004                | Кальвиа             | 25                  |
| 2006                | Турин               | 41                  |
| 2008                | Дрезден             | 30                  |
| 2010                | Ханты-Мансийск      | 66                  |
| 2012                | Стамбул             | 54                  |
| 2014                | Тромсё              | 40                  |
| 2016                | Баку                | 34                  |
| 2018                | Батуми              |                     |
| 2020                | Ханты-Мансийск      |                     |

| Командный чемпионат Европы | Командный чемпионат Европы | Командный чемпионат Европы |
| Год                        | Город                      | Место                      |
| -------------------------- | -------------------------- | -------------------------- |
| 1992                       | Дебрецен                   | 10                         |
| 1997                       | Пула                       | 10                         |
| 1999                       | Батуми                     | 13                         |
| 2001                       | Леон                       | не участвовала             |
| 2003                       | Пловдив                    | 15                         |
| 2005                       | Гётеборг                   | не участвовала             |
| 2007                       | Ираклион                   | не участвовала             |
| 2009                       | Нови-Сад                   | 29                         |
| 2011                       | Порто Каррас               | не участвовала             |
| 2013                       | Варшава                    | не участвовала             |
| 2015                       | Рейкьявик                  | не участвовала             |
| 2017                       | Крит                       | не участвовала             |
| 2019                       | Батуми                     | не участвовала             |

## Статистика
| Турнир                     | Участий | Годы                       | Лучший результат      |
| -------------------------- | ------- | -------------------------- | --------------------- |
| Шахматная олимпиада        | 13      | 1992—2016                  | (1994)                |
| Командный чемпионат Европы | 6       | 1992—1999, 2003, 2007-2009 | 10 место (1992, 1997) |

## Состав сборной

### Состав сборной 2012
| Доска                        | Шахматист                    | Рейтинг |
| ---------------------------- | ---------------------------- | ------- |
| 1-я                          | Боян Кураица                 | 2551    |
| 2-я                          | Эмир Диздаревич              | 2499    |
| 3-я                          | Далибор Стоянович            | 2495    |
| 4-я                          | Бошко Томич                  | 2423    |
| резервная                    | Денис Кадрич                 | 2418    |
| Сборная Боснии и Герцеговины | Сборная Боснии и Герцеговины | 2492    |

### Гвардейцы
Чаще других за сборную выступали: 
- На шахматных олимпиадах: Боян Кураица (10 раз)
- На командных чемпионатах Европы: Эмир Диздаревич (5 раз)

### Трансферы
Ряд боснийских шахматистов ранее выступали за Югославию:
- Боян Кураица (1970, 1980—1984)
- Предраг Николич (1980, 1983—1990)
- Иван Соколов (1988—1990)
- Зденко Кожул (1990)

| Ушли         | Ушли       | Ушли        |
| Шахматист    | Куда       | Год         |
| ------------ | ---------- | ----------- |
| Зденко Кожул | Хорватия   | 1994        |
| Иван Соколов | Нидерланды | 2002 и 2011 |
| Суат Аталик  | Турция     | 2006        |

| Пришли       | Пришли     | Пришли |
| Шахматист    | Откуда     | Год    |
| ------------ | ---------- | ------ |
| Суат Аталик  | Турция     | 2002   |
| Иван Соколов | Нидерланды | 2010   |

## Достижения

### Сборной
Шахматная олимпиада
- Серебряный призёр — 1994